# Расшеватка
Расшеватка (рус. Расшеватка) мања је река која највећим делом свог тога протиче северозападним делом Савропољске покрајине (Новоалександровски рејон) и једним мањим делом преко територије Белоглинског рејона Краснодарксе покрајине, на југозападу Руске Федерације. Десна је притока реке Калали у коју се улива на њеном 51. километру, и део басена реке Дон и Азовског мора. 
Укупна дужина њеног тока је 74 km, а површина басена 962 km². Углавном има меридијански правац тока. 